# لا غواديلوب (كيبك)
لا غواديلوب (بالإنجليزية: La Guadeloupe, Quebec)‏ هي بلدية محلية في كيبيك تقع في كندا في Beauce-Sartigan Regional County Municipality. يقدر عدد سكانها بـ 1,787 نسمة ومساحتها 32.70 كم2 .